# Методий Димов
 Тази статия е за духовника от Македония.  За писателя и общественика от Македония вижте Методи Димов.  
Методий Димов е български духовник, архимандрит, деец на българското възраждане в Македония.

## Биография
Роден е в южномакедонския град Воден, тогава в Османската империя, днес Едеса, Гърция. В 1894 година йеродякон Методий завършва Киевската духовна семинария.
От 1905 година е архиерейски наместник в Костур и председател на костурската българска община, заместен през 1907 година от архимандрит Иларион. По-късно е ректор е на българското свещеническо училище в Скопие и протосингел на скопския митрополит.
По време на Балканската война на 8 април 1913 година, архимандрит Методий е подложен от сръбските военни власти в Скопие на морални изтезания и физическо малтретиране. Спасява живота си благодарение на застъпничеството на френския консул Карлие и заминава за София.
Автор е на книгата „Град Воден“ (София, 1920). Умира в София.